# Odprto prvenstvo Anglije 2023
Odprto prvenstvo Anglije 2023 je teniški turnir za Grand Slam, ki je med 3. julijem in 16. julijem 2023 potekal v Londonu.

## Moški posamično
- Carlos Alcaraz :  Novak Đoković 1–6, 7–6(8–6), 6–1, 3–6, 6–4

## Ženske posamično
- Markéta Vondroušová :  Ons Jabeur, 6–4, 6–4

## Moške dvojice
- Wesley Koolhof /  Neal Skupski :  Marcel Granollers /  Horacio Zeballos, 6–4, 6–4

## Ženske dvojice
- Hsieh Su-wei /  Barbora Strýcová :  Storm Hunter /  Elise Mertens, 7–5, 6–4

## Mešane dvojice
- Mate Pavić /  Ljudmila Kičenok :  Joran Vliegen /  Xu Yifan, 6–4, 6–7(9–11), 6–3